# Frank Lozano (Musiker)
Frank Lozano (* 1960 in Ottawa) ist ein kanadischer Jazzmusiker (Sopran- und Tenorsaxophon, Komposition).

## Leben und Wirken
Lozano studierte zunächst am Humber College in Toronto bei Pat LaBarbera, um anschließend seine Studien in Boston bei Jerry Bergonzi fortzusetzen. Er tourte ausgiebig durch Kanada von St. John’s (Neufundland) nach Dawson City (Yukon) sowie durch Europa. Er trat bei den Jazzfestivals von Montréal und Toronto mit Tito Puente und Oliver Jones auf. Nach einer Tournee durch die Tschechoslowakei 1990 zog er nach Montreal und begann in den folgenden Jahren, in der dortigen Jazzszene zu arbeiten. In dieser Zeit entstanden erste Aufnahmen mit Bernard Primeau (Detour, 1993), Jean Derome (Je Me Souviens - Homage à Georges Perec, 1994), der Louise Denson Group und der Formation FACT. Im Laufe seiner Karriere hat er weiterhin mit Michel Donato, Slide Hampton, Donny McCaslin, Craig Taborn, Ted Nash, Karen Young, Paul McCandless, Isaiah Ceccarelli und David Binney gespielt oder aufgenommen. 2007 nahm er sein Debütalbum Colour Fields (Effendi) auf. Im Bereich des Jazz war er laut Tom Lord zwischen 1993 und 2019 an 38 Aufnahmesessions beteiligt, u. a. auch mit der Formation Effendi Lab sowie mit Alain Bedard, Thom Gossage, Joshua Rager und dem Orchestre National de Jazz de Montreal. Lozano unterrichtet an der McGill University.

## Diskographische Hinweise
- F.A.C.T. (Effendi, 1998), mit Aron Doyle, Tommy Babin, Claude Lavergne
- Eric Harding / Michel Lambert / Frank Lozano / Ron Seguin: Deadline (Effendi, 2006)
- Frank Lozano: Colour Fields (Effendi, 2007), mit Jim Lewis, Kim Ratcliffe, John Geggie, Jean Martin
- Frank Lozano Montreal Quartet: Destin (Effendi, 2010), mit François Bourassa, Adrian Vedady, Thom Gossage
- Frank Lozano & Gentiane Michaud-Gagnon: Convergence (Multiple Chord Music, 2020)[3]